# 深愛著，卻不能愛
《深愛著，卻不能愛》（愛してるのに、愛せない）是日本音樂團體AAA的第50張單曲，於2015年9月16日由avex trax發售。

## 概要
- 《深愛著，卻不能愛》是「Open House」和「LIVE DAM STADIUM」的電視廣告歌曲、伊藤洋華堂「WARM STYLE 2015」的電視廣告歌曲和朝日電視台節目「プロマーシャル」的插曲。
- 與專輯《AAA 10th ANNIVERSARY BEST》同時發行，《深愛著，卻不能愛》這首歌亦收錄在其專輯。
- 與前作相同，此單曲並未收錄任何B面曲。
- 此單曲是繼第40張單曲《SHOW TIME》後再次收錄「Think about AAA」系列。
- 在9月28日於公信榜單曲週排行榜取得第4位。
- 在第57屆日本唱片大獎獲得「優秀作品獎」。

## 收錄内容

### CD
1. 深愛著，卻不能愛
（作詞：KAJI KATSURA、rap詞：Mitsuhiro Hidaka、作曲：ArmySlick・Jam9）
2. 深愛著，卻不能愛 (Instrumental)
3. Think about AAA 10th Anniversary ～season 34～
4. Think about AAA 10th Anniversary ～season 35～
5. Think about AAA 10th Anniversary ～season 36～

1. ↑   (新闻稿). 愛貝克思官方網站 avex taiwan inc. 2015-09-08  [2015-09-30]. （原始内容存档于2020-08-03） （中文（臺灣））. 深愛著，卻不能愛